# Parastrongylaspis linsleyi
Parastrongylaspis linsleyi är en skalbaggsart som beskrevs av Giesbert 1987. Parastrongylaspis linsleyi ingår i släktet Parastrongylaspis och familjen långhorningar.
Artens utbredningsområde är Costa Rica. Inga underarter finns listade i Catalogue of Life.